# Melcher von Birckholtz
Melcher (Melchior) von Birckholtz (De Berckholtz, De Birckholtz), död 18 augusti 1750, var en tysk-svensk jägmästare.
Melcher von Birckholtz härstammade från Mecklenburg och skall 1718 ha varit överjägmästare och hovmarskalk där 1718. 1721 begärde han ut innestående fordringar för lön och testamente från  Georg I av Storbritannien och erhöll enligt bekräftelse de utkrävda pengarna. Redan samma år befann han sig i Sverige. 1723 anmälde han för riksdagen att han under de senaste två åren dödat över 70 vargar i Stockholms närhet och begärde nu anslag för ett få starta storskaliga försök med jakt efter sin metod som han menade på kort tid skulle kunna utrota vargen i Sverige. Hans förslag väckte skepsis hos de flesta stånd förutom borgarståndet, och Anders Schönberg den äldre ansåg sig kunna uppnå lika stora framgångar med betydligt mindre resurser. Birckholtz erhöll dock rätt att själv sluta avtal med enskilda län och lyckades få till stånd sådana med sju av de svenska länen. Han erhöll även samma år rätt att tullfritt föra in jaktutrustning från Tyskland. Han var en framgångsrik jägare men lyckades dock inte nå upp till de högt utlovade målen. Vidare visade det sig att han tagit emot pengar för jaktredskapen var levererade, och ålades 1727 att betala tillbaka dessa pengar. 1725 utnämndes han till överjägmästare i Stockholms och Uppsala län samt på Öland och var 1729 överjägmästare vid hovstaten. Om hans verksamhet under senare år är mycket lite känt, men 1749 blev han riddare av Svärdsorden och från 1727 och åtminstone fram till 1750 innehade han Rådmansö kungsgård som förläning för att finnas till hands då kungen önskade anställa en jakt i trakterna.